# Верхнелуговатское сельское поселение
Верхнелуговатское сельское поселение — муниципальное образование в Верхнехавском районе Воронежской области.
Административный центр — село Верхняя Луговатка.

## Население
| 2000 | 2005 | 2010 | 2012 | 2013 | 2014 | 2015 | 2016 | 2017 |
| ---- | ---- | ---- | ---- | ---- | ---- | ---- | ---- | ---- |
| 792  | ↘756 | ↘579 | ↘573 | ↗574 | ↘570 | ↘550 | ↘544 | ↘536 |
| 2018 | 2019 | 2020 | 2021 |      |      |      |      |      |
| ↘527 | ↘506 | ↘500 | ↘456 |      |      |      |      |      |

## Административное деление
В состав поселения входят:
- село Верхняя Луговатка;
- село Охочевка.